# オーバーレブ
オーバーレブ（英語: Over revolution、Over REV.）とは、特に自動車でのエンジンが許容回転数を超過することである。

## 概要
オーバーレブは日本語で過回転とも呼ばれ、負荷が少ない状態でのアクセルの全開や無理なシフトダウンなどで、エンジン回転が許容回転数（回転限界、レブリミット）を超過することである。
現在の自動車では、通常の加速時にはレブリミッターが作動しオーバーレブを防止しているが、シフトダウン時に誤って車速に対し低すぎるギヤに入れると、エンジン回転数がレブリミットを超える数値まで上がり、バルブサージングが発生し、出力が得られないばかりか、エンジンが破壊される場合がある（エンジンブロー）。最悪の場合、エンジンルームから出火し、車両火災となる。
一般的にタコメーター（回転計）の付いた車では、瞬間的になら回せるイエローゾーンと、それ以上回すと危険なレッドゾーンで色分けされている。トラックやバスの場合、警告ブザー音の出る車両も存在する(いすゞ、日野、ふそうの各車)。
近年の車種ではこれを防ぐため、セミオートマチックやMTモードつきATの場合、エンジンの回転数がレッドゾーンに達すると強制的にシフトアップする機能を備えたものもある。